# Gardnar Mulloy
Gardnar Putnam »Gar« Mulloy, ameriški tenisač, * 22. november 1913, Washington, D.C., Združene države Amerike, † 14. november 2016, Miami, Florida, ZDA.
Gardnar Mulloy je največji uspeh v posamični konkurenci dosegel leta 1952, ko se je uvrstil v finale turnirja za Nacionalno prvenstvo ZDA, kjer ga je premagal Frank Sedgman. Na turnirjih za Prvenstvo Avstralije se je najdlje uvrstil v polfinale leta 1947, kot tudi na turnirjih za Prvenstvo Anglije leta 1948, na turnirjih za Amatersko prvenstvo Francije pa se je najdlje uvrstil v četrtfinale v letih 1952, 1953 in 1954. V konkurenci moških dvojic je štirikrat osvojil Nacionalno prvenstvo ZDA ter še petkrat zaigral v finalu, enkrat osvojil Prvenstvo Anglija in še dvakrat zaigral v finalu, dvakrat je nastopil tudi v finalu turnirja za Amatersko prvenstvo Francije. Njegov najpogostejši partner je bil Bill Talbert. V letih 1946, 1948 in 1949 je bil član zmagovite ameriške reprezentance na Davisovem pokalu. Leta 1972 je bil sprejet v Mednarodni teniški hram slavnih.

## Finali Grand Slamov

### Posamično (1)

#### Porazi (1)
| Leto | Turnir                   | Nasprotnik v finalu | Rezultat finala |
| 1952 | Nacionalno prvenstvo ZDA | Frank Sedgman       | 1–6, 2–6, 3–6   |

### Moške dvojice (14)

#### Zmage (5)
| Leto | Turnir                       | Partner      | Nasprotnika v finalu       | Rezultat finala           |
| 1942 | Nacionalno prvenstvo ZDA     | Bill Talbert | Ted Schroeder Sidney Wood  | 9–7, 7–5, 6–1             |
| 1945 | Nacionalno prvenstvo ZDA (2) | Bill Talbert | Bob Falkenburg Jack Tuero  | 12–10, 8–10, 12–10, 6–2   |
| 1946 | Nacionalno prvenstvo ZDA (3) | Bill Talbert | Don McNeill Frank Guernsey | 3–6, 6–4, 2–6, 6–3, 20–18 |
| 1948 | Nacionalno prvenstvo ZDA (4) | Bill Talbert | Frank Parker Ted Schroeder | 1–6, 9–7, 6–3, 3–6, 9–7   |
| 1957 | Prvenstvo Anglije            | Budge Patty  | Neale Fraser Lew Hoad      | 8–10, 6–4, 6–4, 6–4       |

#### Porazi (9)
| Leto | Turnir                           | Partner        | Nasprotnika v finalu          | Rezultat finala    |
| 1940 | Nacionalno prvenstvo ZDA         | Wayne Sabin    | Jack Kramer Ted Schroeder     | 7–6, 4–6, 2–6      |
| 1941 | Nacionalno prvenstvo ZDA (2)     | Henry Prussoff | Jack Kramer Ted Schroeder     | 4–6, 6–8, 7–9      |
| 1948 | Prvenstvo Anglije                | Tom Brown      | John Bromwich Frank Sedgman   | 7–5 5–7, 5–7, 7–9  |
| 1949 | Prvenstvo Anglije (2)            | Ted Schroeder  | Pancho González Ted Schroeder | 4–6, 4–6, 2–6      |
| 1950 | Amatersko prvenstvo Francije     | Dick Savitt    | Ken McGregor Frank Sedgman    | 2–6, 6–2, 7–9, 5–7 |
| 1950 | Nacionalno prvenstvo ZDA (3)     | Bill Talbert   | John Bromwich Frank Sedgman   | 5–7, 6–8, 6–3, 1–6 |
| 1951 | Amatersko prvenstvo Francije (2) | Dick Savitt    | Ken McGregor Frank Sedgman    | 3–6, 4–6, 4–6      |
| 1953 | Nacionalno prvenstvo ZDA (4)     | Bill Talbert   | Rex Hartwig Mervyn Rose       | 4–6, 6–4, 4–6, 2–6 |
| 1957 | Nacionalno prvenstvo ZDA (5)     | Budge Patty    | Ashley Cooper Neale Fraser    | 6–4, 3–6, 7–9, 3–6 |